# May Robson
May Robson (Melbourne, 19 april 1858 - Beverly Hills, 20 oktober 1942) was de artiestennaam van Mary Jeannette Robison, een Australische actrice.
Robson verhuisde in haar tienerjaren naar de Verenigde Staten en trouwde in 1880 met Edward Gore, met wie ze drie kinderen kreeg. Nadat hij in 1883 overleed werd ze een actrice om haar kinderen te verzorgen. In 1916 volgde haar filmdebuut en na een succesvolle overgang naar de geluidsfilm in de jaren 30 groeide ze uit tot een bekend karakteractrice. In grote films speelde ze voornamelijk bijrollen, maar af en toe speelde ze ook hoofdrollen. Zo ook in Lady for a Day (1933), waarvoor ze werd genomineerd voor een Academy Award voor Beste Actrice. Deze verloor ze echter van Katharine Hepburn voor haar rol in Morning Glory (1933).
Robson speelde in haar filmcarrière tegenover talloze bekende acteurs, onder wie Joan Crawford, Jean Harlow, Gary Cooper, Charles Laughton, Clark Gable, Norma Shearer, Cary Grant, Errol Flynn, Janet Gaynor, William Powell, John Barrymore, Lionel Barrymore, Greta Garbo, Myrna Loy en Robert Montgomery. Ze bleef acteren tot haar overlijden in 1942. Ze stierf op 84-jarige leeftijd door natuurlijke redenen.

## Filmografie
| - A Night Out (1916) - Pals in Paradise (1926) - Rubber Tires (1927) - The King of Kings (1927) - The Rejuvenation of Aunt Mary (1927) - The Angel of Broadway (1927) - A Harp in Hock (1927) - Turkish Delight (1927) - Chicago (1927) - The She-Wolf (1931) - Letty Lynton (1932) - Red-Headed Woman (1932) - Little Orphan Annie (1932) - If I Had a Million (1932) - Strange Interlude (1932) - Men Must Fight (1933) - The White Sister (1933) - Reunion in Vienna (1933) - Dinner at Eight (1933) - One Man's Journey (1933) - Broadway to Hollywood (1933) - Beauty for Sale (1933) - Lady for a Day (1933) - The Solitaire Man (1933) - Dancing Lady (1933) - Alice in Wonderland (1933) - You Can't Buy Everything (1934) - Straight Is the Way (1934) - Lady by Choice (1934) - Mills of the Gods (1934) - Grand Old Girl (1935) | - Vanessa: Her Love Story (1935) - Strangers All (1935) - Reckless (1935) - Age of Indiscretion (1935) - Anna Karenina (1935) - Three Kids and a Queen (1935) - Wife vs. Secretary (1936) - The Captain's Kid (1936) - Rainbow on the River (1936) - Woman in Distress (1937) - A Star Is Born (1937) - The Perfect Specimen (1937) - The Adventures of Tom Sawyer (1938) - Bringing Up Baby (1938) - The Texans (1938) - Four Daughters (1938) - They Made Me a Criminal (1939) - Yes, My Darling Daughter (1939) - The Kid from Kokomo (1939) - Daughters Courageous (1939) - Nurse Edith Cavell (1939) - That's Right - You're Wrong (1939) - Four Wives (1939) - Granny Get Your Gun (1940) - Irene (1940) - The Texas Rangers Ride Again (1940) - Four Mothers (1941) - Million Dollar Baby (1941) - Playmates (1941) - Joan of Paris (1942) |

- Bibsys: 90915277
- Biblioteca Nacional de España: XX1572554
- Bibliothèque nationale de France: cb140430457 (data)
- Catàleg d'autoritats de noms i títols de Catalunya: 981058512304306706
- CiNii: DA11758638
- Gemeinsame Normdatei: 173617018
- International Standard Name Identifier: 0000 0000 8133 3448
- Library of Congress Control Number: n85151811
- Nationale Bibliotheek van Israël: 987007438065505171
- SNAC: w6c56qpw
- Système universitaire de documentation: 071049096
- Virtual International Authority File: 54348218
- WorldCat: E39PBJj4p6jGwrbmYWxWH66Frq